# Carlos Suárez (baloncestista)
Carlos Suárez García-Osorio (Aranjuez, España, 23 de mayo de 1986) es un exbaloncestista español que disputó veinte temporadas como profesional. Jugaba en la posición de ala-pívot. Su hermano Dani Suárez es futbolista profesional.

## Carrera
Carlos Suárez se formó en las categorías inferiores del Club Baloncesto Estudiantes, equipo con el que debutó en ACB con 18 años y en el que permaneció durante 6 temporadas. Tras destacadas actuaciones con el conjunto estudiantil, especialmente durante su última temporada, el 15 de septiembre de 2010 se hizo oficial el traspaso al Real Madrid.
Después de permanecer durante 3 años en el Real Madrid, equipo en el que gana tres títulos (Liga ACB, Copa del Rey y una Supercopa de España),  el 7 de agosto de 2013 oficializó su fichaje por el Unicaja Málaga con un contrato de 1+1. En verano de 2014 se ejerce unilateralmente el año opcional. En la temporada 2016/2017 conquistó la Eurocup al derrotar al Valencia B.C.
En julio de 2022, Carlos pondría fin a su etapa como jugador de Unicaja Málaga tras 9 temporadas, siendo el capitán del equipo. 
El 15 de agosto de 2022, firma por el Carplus Fuenlabrada de la Liga ACB, para realizar la pretemporada.
El 13 de febrero de 2023, se incorpora al San Pablo Burgos de la liga Leb Oro para reforzar los entrenamientos.
El 10 de agosto de 2023, se compromete con el CB Estudiantes de la Liga LEB Oro española.

### Selección nacional
Fue convocado para disputar el Eurobasket de 2011 pero, finalmente, fue descartado y no estuvo entre los 12 seleccionados para el campeonato. El descarte enfadó al jugador ya que, según él, el seleccionador Sergio Scariolo le había asegurado que estaría entre los 12 fijos.
En la versión del seleccionador, Sergio Scariolo, este asegura que le dijo a Carlos Suárez que estaría fijo entre los 14 seleccionados, que no entre los 12. Y es que, el día antes de iniciarse la concentración cambiaron las reglas del torneo reduciendo el número de jugadores que podía llevar cada equipo de 14 a 12. Es decir, a partir de entonces no se podrían llevar más jugadores que los que van a disputar los partidos.

## Estadísticas durante su carrera

### Temporada regular
| Año     | Equipo            | PJ  | MPP  | %T2  | %T3  | %TL  | RPP | APP | ROB | TPP | PPP  | VAL  |
| ------- | ----------------- | --- | ---- | ---- | ---- | ---- | --- | --- | --- | --- | ---- | ---- |
| 2004-05 | Estudiantes       | 13  | 10.8 | .610 | .374 | .701 | 1.4 | 0.8 | 0.0 | 0.2 | 4.0  | 4.5  |
| 2005-06 | Estudiantes       | 30  | 16.6 | .557 | .168 | .647 | 3.4 | 0.5 | 0.5 | 0.0 | 5.8  | 6.3  |
| 2006-07 | Estudiantes       | 27  | 17.2 | .578 | .338 | .845 | 3.7 | 0.7 | 0.3 | 0.1 | 7.0  | 8.9  |
| 2007-08 | Estudiantes       | 31  | 17.8 | .449 | .370 | .789 | 3.1 | 0.7 | 0.2 | 0.0 | 6.8  | 8.2  |
| 2009-09 | Estudiantes       | 32  | 26.7 | .530 | .305 | .727 | 5.9 | 1.5 | 1.0 | 0.2 | 9.4  | 13.8 |
| 2009-10 | Estudiantes       | 33  | 28.6 | .573 | .411 | .860 | 5.5 | 2.4 | 1.2 | 0.4 | 11.2 | 17.7 |
| 2010-11 | Real Madrid       | 32  | 25.6 | .493 | .450 | .785 | 4.5 | 1.8 | 0.7 | 0.1 | 9.5  | 13.4 |
| 2011-12 | Real Madrid       | 32  | 19.4 | .530 | .405 | .728 | 3.6 | 1.1 | 0.7 | 0.2 | 6.0  | 8.4  |
| 2012-13 | Real Madrid       | 34  | 16.6 | .493 | .409 | .670 | 4.0 | 1.4 | 0.5 | 0.0 | 4.1  | 7.6  |
| 2013-14 | Unicaja de Málaga | 33  | 22.6 | .530 | .376 | .920 | 4.1 | 1.7 | 0.6 | 0.2 | 5.7  | 9.2  |
| 2014-15 | Unicaja de Málaga | 27  | 23.6 | .375 | .306 | .900 | 5.0 | 1.5 | 1.3 | 0.3 | 6.3  | 11.4 |
| 2015-16 | Unicaja de Málaga | 34  | 19.0 | .489 | .272 | .732 | 3.0 | 1.7 | 0.5 | 0.2 | 4.2  | 6.6  |
| 2016-17 | Unicaja de Málaga | 32  | 22.0 | .529 | .321 | .922 | 4.3 | 2.5 | 0.7 | 0.1 | 6.8  | 11.3 |
| 2017-18 | Unicaja de Málaga | 34  | 21.4 | .522 | .302 | .875 | 4.9 | 2.6 | 0.6 | 0.2 | 6.9  | 12.4 |
| 2018-19 | Unicaja de Málaga | 21  | 19.9 | .597 | .350 | .802 | 4.1 | 1.6 | 0.6 | 0.0 | 7.3  | 11.0 |
| 2019-20 | Unicaja de Málaga | 20  | 20.0 | .483 | .284 | .813 | 4.7 | 2.0 | 0.8 | 0.2 | 5.6  | 9.5  |
| Total   | Total             | 465 | 20.6 | .517 | .345 | .806 | 4.1 | 1.6 | 0.7 | 0.2 | 6.7  | 10.0 |

### Playoffs
| Año     | Equipo            | PJ | MPP  | %T2  | %T3  | %TL  | RPP | APP | ROB | TPP | PPP | VAL  |
| ------- | ----------------- | -- | ---- | ---- | ---- | ---- | --- | --- | --- | --- | --- | ---- |
| 2004-05 | Estudiantes       | 7  | 10.2 | .601 | .452 | .570 | 1.1 | 0.1 | 0.2 | 0.1 | 5.0 | 4.3  |
| 2005-06 | Estudiantes       | 3  | 15.0 | .000 | .000 | .802 | 1.3 | 0.3 | 0.0 | 0.0 | 2.6 | 1.3  |
| 2009-10 | Estudiantes       | 2  | 30.5 | .375 | .250 | .667 | 3.5 | 2.5 | 1.5 | 0.5 | 6.5 | 10.5 |
| 2010-11 | Real Madrid       | 6  | 22.1 | .497 | .249 | .752 | 3.6 | 2.0 | 1.1 | 0.0 | 5.1 | 6.5  |
| 2011-12 | Real Madrid       | 12 | 19.8 | .475 | .180 | .694 | 3.1 | 1.4 | 0.8 | 0.1 | 3.2 | 6.0  |
| 2012-13 | Real Madrid       | 9  | 10.7 | .670 | .328 | .100 | 2.2 | 1.0 | 0.5 | 0.0 | 2.2 | 4.9  |
| 2013-14 | Unicaja de Málaga | 7  | 22.8 | .704 | .285 | .948 | 6.3 | 1.5 | 0.3 | 0.3 | 9.4 | 14.4 |
| 2014-15 | Unicaja de Málaga | 8  | 21.7 | .500 | .320 | .836 | 5.9 | 0.9 | 1.1 | 0.0 | 6.5 | 11.6 |
| 2015-16 | Unicaja de Málaga | 2  | 20.0 | .100 | .500 | .500 | 3.5 | 2.5 | 1.0 | 0.0 | 5.0 | 10.5 |
| 2016-17 | Unicaja de Málaga | 6  | 23.1 | .453 | .390 | .833 | 4.0 | 1.8 | 0.3 | 0.0 | 7.7 | 11.8 |
| 2017-18 | Unicaja de Málaga | 2  | 22.5 | .556 | .000 | .833 | 4.0 | 3.0 | 0.5 | 0.0 | 7.5 | 14.5 |
| 2018-19 | Unicaja de Málaga | 3  | 18.6 | .498 | .443 | .000 | 4.3 | 2.0 | 1.0 | 0.3 | 6.7 | 12.3 |
| Total   | Total             | 67 | 20.3 | .514 | .306 | .762 | 3.6 | 1.6 | 0.7 | 0.1 | 5.6 | 9.1  |